# Oleksandr Rodnjans'kyj
Oleksandr Rodnjanskyj (in ucraino Олекса́ндр Родня́нський; in russo Алекса́ндр Родня́нский) (Kiev, 2 luglio 1961) è un regista, produttore cinematografico e televisivo e manager televisivo ucraino.

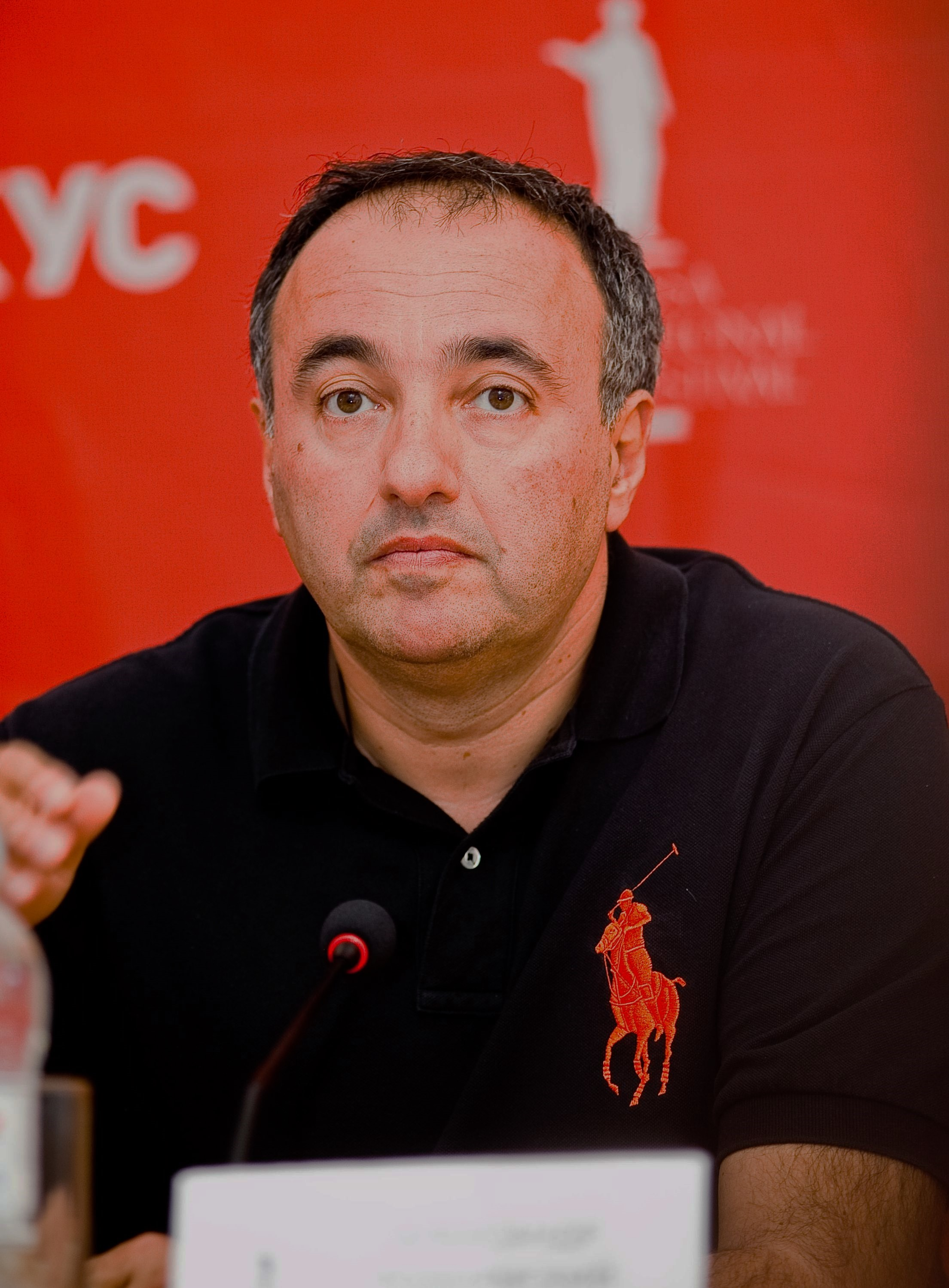
Oleksandr Rodnjans'kyj, 2013

Nato in una famiglia di cinematografici (suo nonno Zinovij Rodnjans'kyj era un redattore dello studio cinematografico dei documentari, suo padre era un ingegnere e sua madre, Larysa Rodnjans'ka, direttrice dello studio cinematografico "Kontakt" dell'Associazione dei cinematografi dell'Ucraina).
Nel 1983 ha concluso un corso di studi (facoltà per registi di cinema) a Kiev presso l'università della televisione, cinema e teatro.
Dal 1983 al 1990 ha lavorato presso lo studio "Kyivnaukfilm". Più tardi nel 1990 è diventato un produttore generale della compagnia cinematografica Innova Film (Germania), collaborando, come regista, anche con lo studio "Kontakt" dell'Associazione dei cinematografi dell'Ucraina.

## Filmografia
Ha girato dei documentari come "Втомлені міста" (Città stanche) nel 1988, "Хто з нас Шая?" (Chi è Shaja tra noi?) nel 1989, "Місія Рауля Валленберга" (Missione di Raul Vallenberg) nel 1990, "Зустріч із батьком" (Incontro con il padre) nel 1990, "Прощавай, СРСР" (Addio, URSS) nel 1992-1994, "Марш живих" (La marcia dei vivi) nel 1993, "Подвійний агент" (Doppio agente) nel 1994. È stato anche il produttore dei seguenti film: "Гагарин, я вас кохала" (Gagarin, io La amavo) nel 1994 (regista Valentyna Rudenko), "Співачка Жозефіна і мишачий народ" (La cantante Zhozefina e il popolo dei topi) nel 1994 (regista Sergij Maslobojshchykov), "Перше кохання" (Primo amore) nel 1995 (regista Roman Balajan), "1.000 і один рецепт закоханого кулінара" (1.000 e una ricetta del cuoco innamorato) nel 1996 (regista Nana Dzhordzhadze), "Два місяця, три сонця" (Due lune, tre soli) nel 1998 (regista Roman Balajan), "Схід-Захід" (Est-Ovest) nel 1999 (regista Rezhys Varn'je), "Водій для Віри" (L'autista per Vira) nel 2004 (regista Pavlo Chuhraj).
- Ada (Razžimaja kulaki), regia di Kira Kovalenko (2021)

## Carriera nei media
Nel 1995 Rodnjans'kyj ha fondato telecanale 1+1, diventandone il direttore generale. Dall'agosto del 2005 è capo del consiglio dei direttori del canale 1+1.
Dal 1997 - presidente dell'Accademia Televisiva dell'Ucraina.
Nel maggio del 2002 è diventato direttore generale del telecanale STS (Russia), dal febbraio del 2004 è anche presidente della media compagnia americana Story First Communications, che possiede delle azioni di STS. Nel 2004, rimanendo il direttore generale di STS, è stato scelto, anche, come presidente del holding STS Media. Nel 2005 è diventato anche il direttore generale del telecanale "Domashnij". Il 24 giugno del 2008 è stata diffusa la notizia che Oleksandr Rodnjans'kyj ha lasciato il posto da direttore generale di STS ed il posto da presidente di STS Media.
Oleksandr Rodnjans'kyj - è segretario della direzione dell'Unione dei cinematografi dell'Ucraina; accademico dell'Accademia Russa delle arti cinematografiche "Nika"; membro della direzione dell'Accademia della televisione russa; membro associato del consiglio internazionale dell'accademia nazionale delle arti televisive (Stati Uniti d'America). È anche il vincitore di più di 20 festival del cinema internazionali. Ed infine è il capo del consiglio del festival del cinema russo "Kinotavr".

### Premi
È stato premiato per il film "Missione di Raul Vallenberg" con il premio dell'Unione dei cinematografi della CSI "Nika" nella categoria "il miglior documentario del 1990" e per il film "Addio, URSS" nella categoria "il migliore documentario del 1994" con lo stesso premio.
Nel 1991, film "Missione di Raul Vallenberg" è stato premiato con il premio "Feliks" dell'Accademia europea come miglior film documentario europeo. Tra i premi a lui consegnati ci sono anche: premio della giuria e premio FINPRESSI del festival del cinema internazionale a Yamagata (Giappone, 1995); gran-premio del festival internazionale a Strasburgo (Francia, 1995); premio speciale della giuria al festival internazionale a Nyon (Svizzera, 1992).
Come produttore cinematografico, Rodnjans'kyj fu candidato due volte al premio Oscar dell'accademia del cinema Statunitense: per il film della regista Nana Dzhordzhadze "1.000 e una ricetta del cuoco innamorato" nella categoria "miglior film straniero" nel 1996 e per il film del regista Rezhys Varn'je "Est-Ovest" nella stessa categoria dell'anno 2000.
Ha vinto anche il premio nel campo del media-business "Mediamanager della Russia - 2004".
Nel 2005 ha vinto anche "Telegrand - 2004" per il contributo nello sviluppo della televisione non statale in Ucraina e Russia; ottenuto il premio "Persone dell'anno GQ - 2005" nella categoria "Produttore dell'anno"; premiato per "Notevole contributo nello sviluppo del cinema" durante la IV cerimonia nazionale della premiazione per il risultati nel business del cinema; premiato anche dall'Accademia della televisione russa con il premio "TEFI" - per la serie televisiva "Моя прекрасная няня" (La mia tata favolosa) nella categoria "miglior produttore televisivo".
Nell'anno 2006, la Accademia della televisione russa "Nika" ha premiato Rodnjans'kyj per il film "9 рота" (Nona compagnia); nello stesso anno è stato premiato dall'Accademia della televisione Russa "TEFI" nella categoria "migliore produttore televisivo" per il progetto "Не родися красивою" (Non nascere bella).